# Maarten Hajer

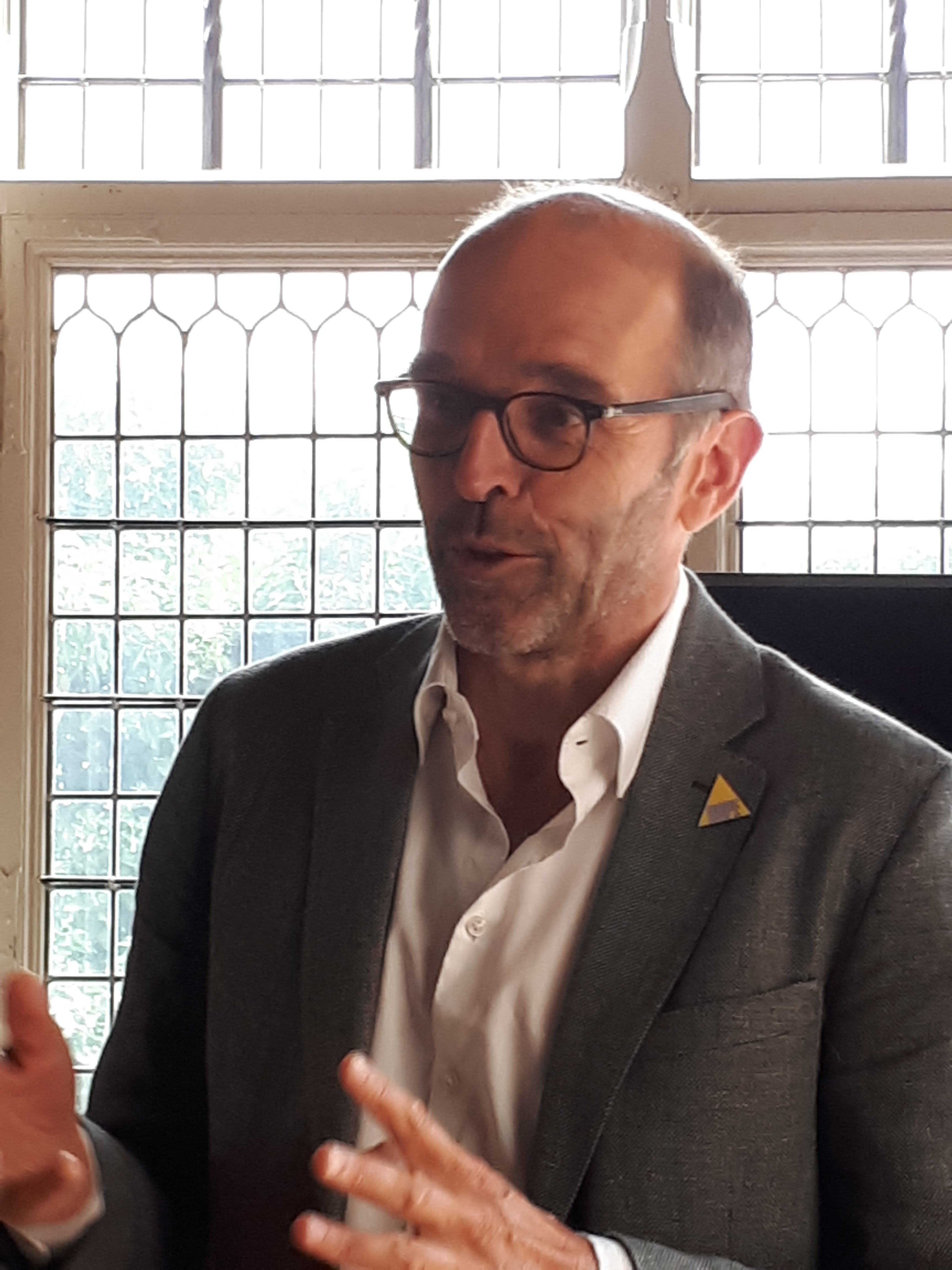
Maarten Hajer, Places of Hope

Maarten Allard Hajer (Groningen, 8 augustus 1962) is een Nederlandse politicoloog en planoloog. Tussen 1998 en 1 oktober 2015 was hij hoogleraar bestuur en beleid aan de Universiteit van Amsterdam. Van 1 oktober 2008 tot 1 oktober 2015 was hij directeur van het Planbureau voor de Leefomgeving (PBL). Sinds 1 oktober 2015 is Hajer faculteitshoogleraar Urban Futures aan de faculteit Geowetenschappen van de Universiteit Utrecht en wetenschappelijk directeur van het Strategisch Thema 'Pathways to Sustainability' van de Universiteit Utrecht. In 2016 was hij hoofdcurator van de zevende editie van de Internationale Architectuur Biënnale Rotterdam (IABR), The Next Economy. In 2018 was hij tezamen met Michiel van Iersel curator van Places of Hope, een publiekstentoonstelling over de toekomst van Nederland die onderdeel uitmaakte van de programmering van Leeuwarden/Fryslân Culturele Hoofdstad van Europa 2018.
Als wetenschapper heeft Hajer talrijke publicaties op zijn naam staan zoals 'Smart about Cities - Visualizing the Challenge for 21st Century Urbanism' (2014, NAi/010/PBL). Eerdere publicaties zijn onder meer: The Politics of Environmental Discourse (Oxford, 1995); Living with Nature (Oxford 1999; redactie samen met Frank Fischer); Op zoek naar nieuw publiek domein (Rotterdam, 2001, samen met Arnold Reijndorp); Deliberative Policy Analysis – Understanding Governance in the Network Society (Cambridge, 2003, red. samen met Henk Wagenaar) en Authoritative Governance: Policy Making in the Age of Mediatization (Oxford, 2009). Ook werkte hij mee aan de publicatie The Next Economy, onder redactie van George Brugmans.
Niet alleen als wetenschapper is Hajer actief. Hij vervulde ook tal van maatschappelijke functies. Zo was hij tussen 2008 en 2015 de eerste directeur van het Planbureau voor de Leefomgeving. Hij was als lid van de VROM-raad verantwoordelijk voor het advies ‘De Hype voorbij – klimaatverandering als structureel ruimtelijk vraagstuk’ (VROM-raad advies 060, 2007). Ook was hij lid van een beginselprogrammacommissie (onder leiding van Willem Witteveen) voor de Partij van de Arbeid. Verder was Hajer columnist voor Het Parool en De Staatscourant en trad hij op als jurylid van de International Spinoza Prize voor filosofie, van de EO Weijersprijsvraag voor landschapsarchitectuur en van EUROPAN 9, de Europese prijs voor architecten jonger dan 35 jaar. Nu is hij lid van het bestuur van de Stichting Rotterdam Maaskant architectuurprijs.
Maarten Hajer studeerde politicologie (1988) en planologie (1987) aan de Universiteit van Amsterdam en promoveerde als politicoloog aan de Universiteit van Oxford (1993). Begin jaren negentig werkte hij aan het Centrum voor Sturing en Samenleving en het Centrum voor Recht & Beleid van de Universiteit Leiden. Van 1993 tot 1996 werkte hij aan het instituut voor sociologie van de Ludwig Maximilian-universiteit van München als medewerker van de socioloog Ulrich Beck. Daarna was hij senior-onderzoeker bij de Wetenschappelijke Raad voor het Regeringsbeleid. Daar was hij als project-coördinator verantwoordelijk voor het rapport ‘Ruimtelijke ontwikkelingspolitiek’ (WRR-rapporten aan de regering, nummer 53, 1998).
Hajer is lid van het International Resource Panel (IRP) van UNEP en is extraordinary professor aan de School of Public Leadership van Stellenbosch University (Zuid-Afrika) en honorary professor aan het Departement Political Science van de Universiteit van Kopenhagen.